# الفيلق الدولي للدفاع الإقليمي عن أوكرانيا
أنشأت الحكومة الأوكرانية، بقيادة الرئيس فولوديمير زيلينسكي، وحدة عسكرية تتألف من متطوعين أجانب من كافة الجنسيات للدفاع عن الأراضي الأوكرانية ضد روسيا كجزء من الغزو الروسي لأوكرانيا 2022. يُشار إليه بالفيلق الدولي للدفاع الإقليمي لأوكرانيا (بالأوكرانية: Міжнародний легіон територіальної оборони України)‏، تم الإعلان عن تشكيل الفيلق في بيان صادر عن وزير الخارجية الأوكراني دميترو كوليبا في 27 فبراير 2022، في حوالي الساعة 11 صباحًا بالتوقيت المحلي.

## التجاوب الدولي

### ألبانيا
صرح قائد المتطوعين الأجانب في أوكرانيا ماموكا مامولاشفيلي في مقابلة مع النسخة الألبانية من يورونيوز في يوم 3 مارس عام 2022 بأن هنالك حاليًا ألبانيين اثنين يخدمان في صفوف الفيلق الدولي. كذلك ادعى مامولاشفيلي بأنهم كانوا في صدد انتظار وصول ما يتراوح من 20 إلى 30 متطوعًا ألبانيًا آخرًا ممن قدموا طلبات من أجل المشاركة في الحرب بأوكرانيا.

### الجزائر
دعت الحكومة الجزائرية أوكرانيا إلى عدم تجنيد مقاتلين من بلادهم في مطلع شهر مارس من عام 2022.

### الأرجنتين
نشرت السفارة الأوكرانية في بوينس آيرس منشورات على مواقع التواصل الاجتماعي في مطلع شهر مارس عام 2022 من أجل تجنيد المواطنين الأرجنتينيين الراغبين بالالتحاق في صفوف الفيلق الدولي.

### أستراليا
أخبر رئيس الوزراء الأسترالي سكوت موريسون الصحفيين حين سألوه عن الأستراليين الذين يتطوعون في أوكرانيا في يوم 28 فبراير عام 2022 قائلًا: «أود أن أنصح ضد السفر إلى أوكرانيا فقط لأجل سلامة الأستراليين وأود القول في هذا الوقت بأن قانونية هكذا أفعال بموجب القانون الأسترالي ليست أكيدة».

### النمسا
ينص القانون النمساوي على سحب جنسية من أي مواطن يلتحق بالسلك العسكري لدولة أجنبية. أكد المتحدث باسم وزارة الداخلية هارالد سوروس في شهر مارس من عام 2022 بأن الحكومة تنوي ملاحقة جميع خارقي القانون. صرح سوروس حين سئل عن ما إذا كان القانون ساريًا أيضًا على النمساويين الذين ينحصر عملهم على تقديم المساعدة الإنسانية بقوله «الأمر يرجع للمحاكم وليس للسلطة التنفيذية». جادل المحامي الدستوري والإداري النمساوي هاينتز ماير بأن تطبيق القانون من شأنه جعل النمساويين الذين يحاولون الالتحاق بالفيلق الدولي أو تقديم المساعدة الإنسانية عديمي الجنسية.

### بيلاروس
نقلت محطة يورو راديو الإذاعية تقارير يوم 9 مارس عام 2022 أفادت بتشكيل بيلاروسيين في أوكرانيا فيلق كاستوس كالينوسكي والذي يبلغ عدد متطوعيه الحاليين المتواجدين في أوكرانيا 200 متطوع فضلًا عن وجود 300 متطوع آخر من المحتمل أن يلتحقوا بالفيلق.

### بلجيكا
ذكرت مجلة تايم تقريرًا في 7 مارس عام 2022 عن محاولة بلجيكا ردع محاربيها القدامى من الالتحاق في الفيلق الدولي. أكدت السفارة الأوكرانية في بروكسل يوم 15 مارس بأن 18 شخصًا مقيمًا في بلجيكا غادروا إلى أوكرانيا من أجل الالتحاق في صفوف الفيلق الأجنبي، في حين أبدى 92 آخرون اهتمامهم بالانضمام.

### البرازيل
تجمع نحو 500 برازيلي على مجموعات في تطبيقي واتساب وتلغرام ووسائل التواصل الاجتماعي من أجل التجنيد اعتبارًا من يوم 6 مارس. قالت السفارة الأوكرانية في البرازيل بأنها «لم تسجل متطوعين للفيلق الأجنبي الأوكراني ولم تقم بحملة للتجنيد في هذا التشكيل العسكري». وصلت تكاليف الالتحاق حد الـ1500 دولار للشخص الواحد متضمنةً تذاكر الطيران والأوراق الثبوتية. يوجد في البرازيل أكثر من 600 ألف شخص ينحدرون من أصول أوكرانية.

### بلغاريا
أعلن مواطن بلغاري عن نيته الذهاب إلى أوكرانيا للالتحاق في الفيلق الدولي بحسب ما ذكرته صحيفة تلغراف. نُشر إعلان هذا الرجل على تويتر من قبل أحد معارفه والتي قالت بأن هناك مواطنون آخرون ينوون أيضًا الخدمة في صفوف أوكرانيا.

### كمبوديا
حث رئيس الوزراء الكمبودي هون سن الكمبوديين على عدم السفر والقتال في صفوف الفيلق في أوكرانيا في مطلع شهر مارس من عام 2022.

### كندا
ينص قانون الالتحاق بالقوات الأجنبية لسنة 1937 (والذي يعود تاريخ إقراره إلى الحرب الأهلية الإسبانية) على حظر الكنديين من الالتحاق بقوات تطوع أجنبية للقتال ضد حلفاء كندا. أشارت وزيرة الدفاع الوطني أنيتا أناند في شهر مارس عام 2022 إلى أن «قانونية الموقف غير محددة حاليًا». كانت الحكومة الكندية قد أعلنت في السابق بأن الأمر متروك للأفراد الكنديين حتى يقرروا ما إذا كانوا يريدون الانضمام أم لا وأنهم «يحترمون الخيارات الشخصية»، وذلك بالرغم من أن الحكومة لم تقم بتسهيل الإجراءات للكنديين الراغبين الالتحاق بالفيلق الدولي.
يوجد في كندا ثاني أكبر تجمع للشتات الأوكراني بعد روسيا. ونظرًا لوجود عدد كبير من المتطوعين الكنديين فقد تأسست كتيبة كندية منفصلة ضمن الفليق تحمل اسم اللواء الأوكراني الكندي وذلك تفاديًا لحاجز اللغة والمسائل اللوجستية. ظهرت ادعاءات في مطلع شهر مارس عن تجنيد الكتيبة لما لا يقل عن 600 شخص. كذلك وصل إلى أوكرانيا القناص الشهير السابق في الفوج الملكي الثاني والعشرين والمعروف بلقب «والي» والذي انضم للقتال ضد روسيا. يحمل والي لقب القناص الأكثر فتكًا في العالم إذ تضع التقديرات المتناقلة عدد الأشخاص الذين كان يصيبهم في اليوم الواحد بنحو الأربعين حينما كان قناصًا في سوريا وأفغانستان والعراق.

### كولومبيا
ذكرت صحيفة إل إسبيكتادور في تقرير لها في يوم 4 مارس عام 2022 بأن ما لا يقل عن 50 جندي كولومبي سابق كانوا في صدد الالتحاق في صفوف الفيلق الدولي في أوكرانيا. استطاعت الصحيفة الاتصال مع أحد هؤلاء الجنود الكولومبيين السابقين والتي ذكرت بأن اسمه كان كاميلو سانشيز. قال سانشيز في مقابلة بأنه قام هو ومجموعة من الجنود السابقين بالتواصل مع مسؤولين عسكريين أوكرانيين من أجل التطوع.

### كرواتيا
يعاقب القانون الكرواتي جميع من يقومون بالتخطيط للرحيل أو الذهاب إلى حرب في بلدٍ آخر في حال خرق تلك الحرب للنظام الدستوري أو تقويضها لسلامة أراضي البلاد أو إذا كان الشخص يعمل مرتزقًا.
نقل موقع بولكن إنسايت تقارير عن التحاق ما يتراوح من 20 إلى 30 كرواتيًا في صفوف كتيبة آزوف الأوكرانية قبل تشكيل الفيلق الدولي وذلك بهدف القتال في الحرب في دونباس خلال الفترة من عام 2014 حتى عام 2015.

### كوبا
حاولت السفارة الأوكرانية في هافانا خلال شهر مارس من عام 2022 الدعوة للتجنيد في صفوف الفيلق الدولي.

### جمهورية التشيك
يسمح لمواطني جمهورية التشيك الالتحاق بالقوات المسلحة الخاصة بالدول الأخرى بصفة متطوعين أجانب في حال حصولهم على موافقة من رئيس جمهورية التشيك. صرح الرئيس ميلوش زيمان في يوم 28 فبراير بأنه سيوافق على السماح للمتطوعين الالتحاق في صفوف الفيلق الأوكراني المشكل حديثًا. وبالفعل أعلنت وزارة الدفاع عن تسجيلها لمجموعة من المتقدمين الأوائل. أعلن رئيس الوزراء التشيكي بيتر فيالا والرئيس ميلوش زيمان في يوم 3 مارس عن نيل جميع المتطوعين التشيكيين الراغبين بالانضمام إلى قوات الدفاع الأوكرانية على حصانة دون حصولهم على موافقة رسمية.

### الدنمارك
قالت رئيسة الوزراء الدنماركية مته فريدريكسن في يوم 27 فبراير بأن التطوع كان «خيارًا أمكن لأي شخص اتخاذه».

### الإكوادور
أعلنت القنصلية الشرفية الأوكرانية في الإكوادور في يوم 8 مارس عام 2022 عن اتصال ما يقرب من 850 إكوادوريًا بالقنصلية والسفارة الأوكرانية في ليما في محاولة منهم للتطوع في الفيلق الدولي.

## وصلات خارجية
- ukrforeignlegion.com
- fightforua.org
- "Want to go fight for Ukraine? Here’s what to do."